# Micha Schäfer
Micha Schäfer (* 23. August 1987 in Unterseen, Schweiz) ist ein Schweizer Koch.

## Werdegang
Schäfer wuchs in Ostwestfalen auf. Nach der Ausbildung ab 2010 im Restaurant Tandreas in Gießen (anfangs ein Michelinstern) ging Schäfer 2012 zur Villa Merton zu Matthias Schmidt in Frankfurt am Main (zwei Michelinsterne).
Seit 2015 ist er Küchenchef im Nobelhart & Schmutzig in Berlin, das seitdem mit einem Michelinstern ausgezeichnet wird.
Im Jahr 2020 wurde das Restaurant vom Guide Michelin erstmals mit einem Grünen Stern für besonders nachhaltige Küche ausgezeichnet. Restaurantbesitzer Billy Wagner lehnte die Auszeichnung jedoch mit der Begründung ab, dass es sich um Greenwashing handle und es keine ausreichend definierten Kriterien für die Verleihung gebe.
Sein Küchenstil wird als „die Konzentration und Reduktion auf wenige und hervorragende Zutaten auf dem Teller“ beschrieben.

## Auszeichnungen
- Seit 2015: Ein Stern im Guide Michelin
- Seit 2020: Grüner Stern des Guide Michelin[6]
- 2021: Platz 45 auf der Liste der World's 50 Best Restaurants[7]
- 2022: Platz 17 auf der Liste der World’s 50 Best Restaurants[8]
- 2023: Platz 45 auf der Liste der World's 50 Best Restaurants[9]
- 2024: Platz 43 auf der Liste der World's 50 Best Restaurants und Sustainable Restaurant Award[10][11]